# Tournoi de tennis de Montpellier
Le tournoi de Montpellier, appelé Open Occitanie, est un tournoi de tennis masculin se déroulant dans la commune française de Pérols, dans la métropole de Montpellier (Hérault). La première édition a lieu en octobre 2010. Classé dans la catégorie ATP 250 Series, il se joue sur surface dure en conditions indoor.

## Historique
Le tournoi de Montpellier est issu de la relocalisation du Grand Prix de tennis de Lyon (GPTL) disputé de 1987 à 2009. Le contrat initial prévoit cinq éditions chaque mois d'octobre jusqu'en 2014[réf. nécessaire] mais il a été déplacé au début du mois de février dès la seconde édition.
Il se déroule à la Sud de France Arena, une enceinte multifonctions prévue pour accueillir jusqu'à 9 000 personnes en configuration assise. Celle-ci a été inaugurée en septembre 2010, soit quelques semaines avant la première édition du tournoi.
Il est organisé par TV Sport Events, (anciennement Canal+ Events). À sa création, le directeur du tournoi a été Patrice Dominguez, ancien Directeur technique national de la FFT, qui avait déjà été directeur des tournois de Monte-Carlo, Metz et Toulouse. À son décès en 2015, il est remplacé par Sébastien Grosjean.

## Palmarès

### Simple
| No | Date       | Nom et lieu du tournoi          | Catégorie | Dotation  | Surface    | Vainqueur             | Finaliste             | Score           |         |
| -- | ---------- | ------------------------------- | --------- | --------- | ---------- | --------------------- | --------------------- | --------------- | ------- |
| 1  | 25-10-2010 | Open Sud de France, Montpellier | ATP 250   | 575 250 € | Dur (int.) | Gaël Monfils          | Ivan Ljubičić         | 6-2, 5-7, 6-1   | Tableau |
| 2  | 30-01-2012 | Open Sud de France, Montpellier | ATP 250   | 398 250 € | Dur (int.) | Tomáš Berdych         | Gaël Monfils          | 6-2, 4-6, 6-3   | Tableau |
| 3  | 04-02-2013 | Open Sud de France, Montpellier | ATP 250   | 410 200 € | Dur (int.) | Richard Gasquet       | Benoît Paire          | 6-2, 6-3        | Tableau |
| 4  | 03-02-2014 | Open Sud de France, Montpellier | ATP 250   | 426 605 € | Dur (int.) | Gaël Monfils          | Richard Gasquet       | 6-4, 6-4        | Tableau |
| 5  | 02-02-2015 | Open Sud de France, Montpellier | ATP 250   | 439 405 € | Dur (int.) | Richard Gasquet       | Jerzy Janowicz        | 3-0, ab.        | Tableau |
| 6  | 01-02-2016 | Open Sud de France, Montpellier | ATP 250   | 463 520 € | Dur (int.) | Richard Gasquet       | Paul-Henri Mathieu    | 7-5, 6-4        | Tableau |
| 7  | 06-02-2017 | Open Sud de France, Montpellier | ATP 250   | 482 060 € | Dur (int.) | Alexander Zverev      | Richard Gasquet       | 7-64, 6-3       | Tableau |
| 8  | 05-02-2018 | Open Sud de France, Montpellier | ATP 250   | 501 345 € | Dur (int.) | Lucas Pouille         | Richard Gasquet       | 7-62, 6-4       | Tableau |
| 9  | 04-02-2019 | Open Sud de France, Montpellier | ATP 250   | 524 340 € | Dur (int.) | Jo-Wilfried Tsonga    | Pierre-Hugues Herbert | 6-4, 6-2        | Tableau |
| 10 | 03-02-2020 | Open Sud de France, Montpellier | ATP 250   | 542 695 € | Dur (int.) | Gaël Monfils          | Vasek Pospisil        | 7-5, 6-3        | Tableau |
| 11 | 22-02-2021 | Open Sud de France, Montpellier | ATP 250   | 323 970 € | Dur (int.) | David Goffin          | Roberto Bautista-Agut | 5-7, 6-4, 6-2   | Tableau |
| 12 | 31-01-2022 | Open Sud de France, Montpellier | ATP 250   | 427 645 € | Dur (int.) | Alexander Bublik      | Alexander Zverev      | 6-4, 6-3        | Tableau |
| 13 | 06-02-2023 | Open Sud de France, Montpellier | ATP 250   | 562 815 € | Dur (int.) | Jannik Sinner         | Maxime Cressy         | 7-63, 6-3       | Tableau |
| 14 | 29-01-2024 | Open Sud de France, Montpellier | ATP 250   | 579 320 € | Dur (int.) | Alexander Bublik      | Borna Ćorić           | 5-7, 6-2, 6-3   | Tableau |
| 15 | 27-01-2025 | Open Occitanie, Montpellier     | ATP 250   | 596 035 € | Dur (int.) | Félix Auger-Aliassime | Aleksandar Kovacevic  | 6-2, 67-7, 7-62 | Tableau |

### Double
| No | Date       | Nom et lieu du tournoi          | Catégorie | Dotation  | Surface    | Vainqueurs                            | Finalistes                          | Score              |         |
| -- | ---------- | ------------------------------- | --------- | --------- | ---------- | ------------------------------------- | ----------------------------------- | ------------------ | ------- |
| 1  | 25-10-2010 | Open Sud de France, Montpellier | ATP 250   | 575 250 € | Dur (int.) | Stephen Huss Ross Hutchins            | Marc López Eduardo Schwank          | 6-2, 4-6, [10-7]   | Tableau |
| 2  | 30-01-2012 | Open Sud de France, Montpellier | ATP 250   | 398 250 € | Dur (int.) | Nicolas Mahut Édouard Roger-Vasselin  | Paul Hanley Jamie Murray            | 6-4, 7-64          | Tableau |
| 3  | 04-02-2013 | Open Sud de France, Montpellier | ATP 250   | 410 200 € | Dur (int.) | Marc Gicquel Michaël Llodra           | Johan Brunström Raven Klaasen       | 6-3, 3-6, [11-9]   | Tableau |
| 4  | 03-02-2014 | Open Sud de France, Montpellier | ATP 250   | 426 605 € | Dur (int.) | Nikolay Davydenko Denis Istomin       | Marc Gicquel Nicolas Mahut          | 6-4, 1-6, [10-7]   | Tableau |
| 5  | 02-02-2015 | Open Sud de France, Montpellier | ATP 250   | 439 405 € | Dur (int.) | Marcus Daniell Artem Sitak            | Dominic Inglot Florin Mergea        | 3-6, 6-4, [16-14]  | Tableau |
| 6  | 01-02-2016 | Open Sud de France, Montpellier | ATP 250   | 463 520 € | Dur (int.) | Mate Pavić Michael Venus              | Alexander Zverev Mischa Zverev      | 7-5, 7-64          | Tableau |
| 7  | 06-02-2017 | Open Sud de France, Montpellier | ATP 250   | 482 060 € | Dur (int.) | Alexander Zverev Mischa Zverev        | Fabrice Martin Daniel Nestor        | 6-4, 63-7, [10-7]  | Tableau |
| 8  | 05-02-2018 | Open Sud de France, Montpellier | ATP 250   | 501 345 € | Dur (int.) | Ken Skupski Neal Skupski              | Ben McLachlan Hugo Nys              | 7-62, 6-4          | Tableau |
| 9  | 04-02-2019 | Open Sud de France, Montpellier | ATP 250   | 524 340 € | Dur (int.) | Ivan Dodig Édouard Roger-Vasselin     | Benjamin Bonzi Antoine Hoang        | 6-4, 6-3           | Tableau |
| 10 | 03-02-2020 | Open Sud de France, Montpellier | ATP 250   | 524 340 € | Dur (int.) | Mate Pavić Nikola Čačić               | Dominic Inglot Aisam-Ul-Haq Qureshi | 6-4, 64-7, [10-8]  | Tableau |
| 11 | 22-02-2021 | Open Sud de France, Montpellier | ATP 250   | 323 970 € | Dur (int.) | Henri Kontinen Édouard Roger-Vasselin | Jonathan Erlich Andrei Vasilevski   | 6-2, 7-5           | Tableau |
| 12 | 31-01-2022 | Open Sud de France, Montpellier | ATP 250   | 427 645 € | Dur (int.) | Nicolas Mahut Pierre-Hugues Herbert   | Lloyd Glasspool Harri Heliövaara    | 4-6, 7-63, [12-10] | Tableau |
| 13 | 06-02-2023 | Open Sud de France, Montpellier | ATP 250   | 562 815 € | Dur (int.) | Robin Haase Matwé Middelkoop          | Maxime Cressy Albano Olivetti       | 7-64, 4-6, [10-6]  | Tableau |
| 14 | 29-01-2024 | Open Sud de France, Montpellier | ATP 250   | 579 320 € | Dur (int.) | Sadio Doumbia Fabien Reboul           | Albano Olivetti T.-S. Weissborn     | 65-7, 6-4, [10-6]  | Tableau |
| 15 | 27-01-2025 | Open Occitanie, Montpellier     | ATP 250   | 596 035 € | Dur (int.) | Robin Haase B. van de Zandschulp      | Tallon Griekspoor Bart Stevens      | 67-7, 6-3, [10-5]  | Tableau |